# Encyclopedie voor de jeugd
De Encyclopedie voor de jeugd is een papieren encyclopedie bedoeld voor de jeugd van 8 tot 12 jaar.
In dit 744 pagina's tellende boekwerk zijn alle belangrijke onderwerpen opgenomen op het gebied van de aardrijkskunde, wetenschap, biologie, informatica en geschiedenis. De oorspronkelijke versie werd in het Verenigd Koninkrijk uitgegeven onder de naam Children's Illustrated Encyclopedia door Dorling Kindersley in 1991. In 2000 werd het boek opnieuw herzien en uitgegeven, waarna er in 2001 een vertaling van het boek in de Nederlandse boekhandels verscheen.